# Castell Roig
|  | No s'ha de confondre amb Castellroig. |

El Castell Roig o qàlat Yàhmur (àrab: قلعة يحمر, qalʿat Yaḥmur, ‘castell de Yàhmur’) és una petita fortalesa croada al nord-oest de Síria que va pertànyer al Comtat de Trípoli. Hom l'ha identificat amb el Castrum Rubrum dels textos llatins. Està situat al poble de Yahmour, que està situat a una dotzena de quilòmetres de Tartús i a una desena de Safita. Aquests dos darrers llocs tenen cada un castell templer, Tortosa i el Castell Blanc.

## Història
Existeixen poques informacions certes sobre la pressa del lloc i el desenvolupament de la plaça sota domini croat. Aquesta manca d'informació es deu al fet que és una petita plaça i a més hi ha dubtes que sigui el castell que s'anomena en les fonts medievals. Des del principi del segle xii, la fortalesa sembla que estava en mans d'una família franca, els Montolieu, vassalls dels comtes de Trípoli. També formava part, juntament amb el Krak dels Cavallers, el Castell Blanc i Arima a la línia de defensa del comtat.
Els comtes de Trípoli la van cedir als Hospitalers el 1177. Els Montolieu van rebre 400 besants d'or com a indemnització. El 1188, el castell va ser atacat i enrunat per Saladí. Més tard, els croats el van recuperar i el van reconstruir fins a la caiguda del comtat un segle més tard.
A la caiguda d'Esmirna el 1403 alguns Hospitalers es van refugiar al Castell de Sant Pere i altres de nou a Castell Roig.

## Descripció del lloc
El poble de Yahmour se situa a la plana costanera entre Tartus i Trípoli. Aquest castell no disposava de defenses naturals, cosa que sí que van tenir molts altres castells croats.
El fortí consisteix en una torre de l'homenatge de dos pisos de 16 metres sobre 14, envoltada d'un recinte de 42 metres sobre 37, que té dues torres d'angle, al nord-oest i al sud-est. Dues escales permeten pujar a la torre, una interior i l'altra exterior. El pis superior estava separat per un sostre de fusta, que avui ha desaparegut.
No és possible datar la construcció amb exactitud, el conjunt ha patit diverses modificacions. El recinte emmurallat data de principis del segle xii, mentre que la torre de l'homenatge sembla construïda a principis del segle xiii.

## Galeria

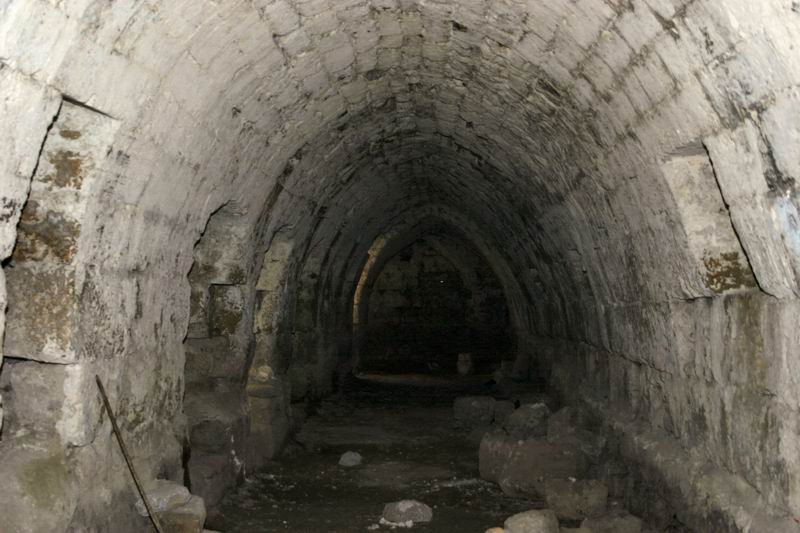
Interior del castell.
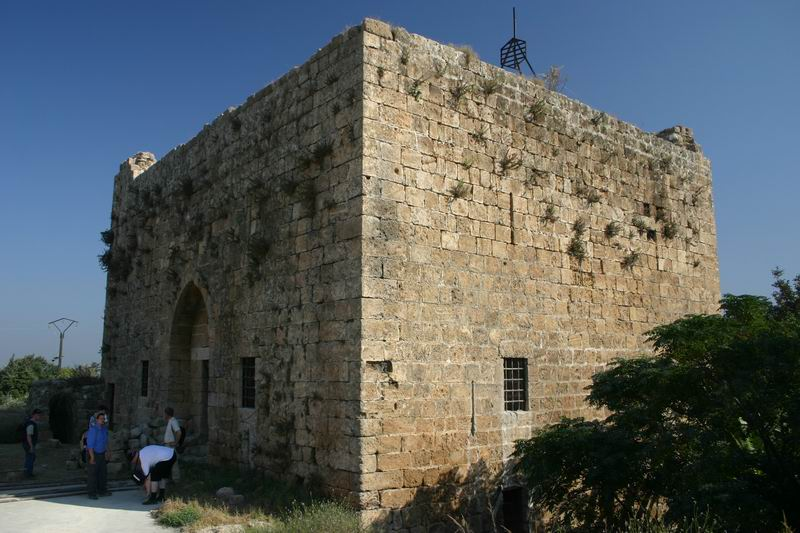
Vista d'un dels murs.
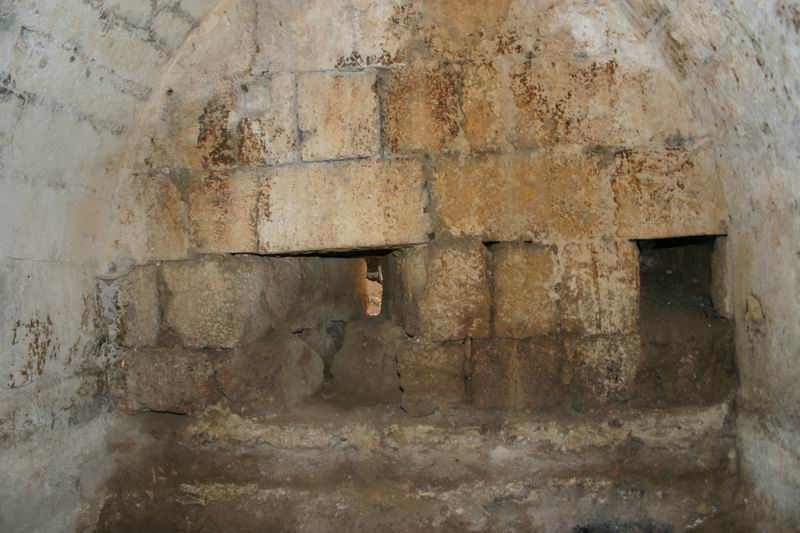
Aspecte de les parets internes.